# Radinghem-en-Weppes
Radinghem-en-Weppes är en kommun i departementet Nord i regionen Hauts-de-France i norra Frankrike. Kommunen ligger i kantonen Lomme som tillhör arrondissementet Lille. År 2022 hade Radinghem-en-Weppes 1 404 invånare.

## Befolkningsutveckling
Antalet invånare i kommunen Radinghem-en-Weppes
| Referens: INSEE |